# シモーネ・パストゥシャク
シモーネ・パストゥシャク（ポルトガル語: Simone Pastusiak, 1979年10月31日 - ）は、ブラジルリオデジャネイロ市出身のフィギュアスケート選手(女子シングル)。国際スケート連盟が行う競技会にブラジルから最初に参加した選手。2010年四大陸フィギュアスケート選手権ブラジル代表。

## 経歴
2007年の冬季ユニバーシアードフィギュアスケート競技にブラジル代表として参加し、国際スケート連盟が行う競技会にブラジルから最初に参加した選手となった。2010年には30歳で四大陸フィギュアスケート選手権に参加している。競技外では子供たちにスケート指導をしている。

## 主な戦績
| 大会/年          | 2006-07 | 2007-08 | 2008-09 | 2009-10 |
| ---------------- | ------- | ------- | ------- | ------- |
| 四大陸選手権     |         |         |         | 35      |
| ユニバーシアード | 31      |         |         |         |

### 詳細
| 2009-2010 シーズン   |                                                |          |    |      |
| 開催日               | 大会名                                         | SP       | FS | 結果 |
| 2010年1月27日 - 29日 | 2010年四大陸フィギュアスケート選手権（全州市） | 38 17.70 | -  | 38   |

| 2006-2007 シーズン   |                                      |          |          |          |
| 開催日               | 大会名                               | SP       | FS       | 結果     |
| 2007年1月19日 - 20日 | 第23回冬季ユニバーシアード（トリノ） | 31 11.27 | 31 18.54 | 31 29.81 |